# Třída Jehu
Třída Jehu (jinak též Watercat M18 Armoured Modular Craft) je třída víceúčelových rychlých vyloďovacích člunů finského námořnictva. Plavidla slouží k plnění různorodých úkolů v pobřežních vodách, například k přepravě výsadku, evakuaci raněných, průzkumu, či k eskortním misím. Jejich nasazení na otevřeném moři je ale rovněž možné.

## Pozadí vzniku
Stavba celkem 12 jednotek této třídy byla objednána v roce 2012 u finské loděnice Marine Alutech Oy Ab. Výroba člunů začala v říjnu 2013 v loděnici Marine Allutech v Teijo. První tři hotové čluny (U 701 až U 703) finské námořnictvo převzalo 3. června 2015. Dodávky všech plavidel mají dokončeny do roku 2016.

## Konstrukce

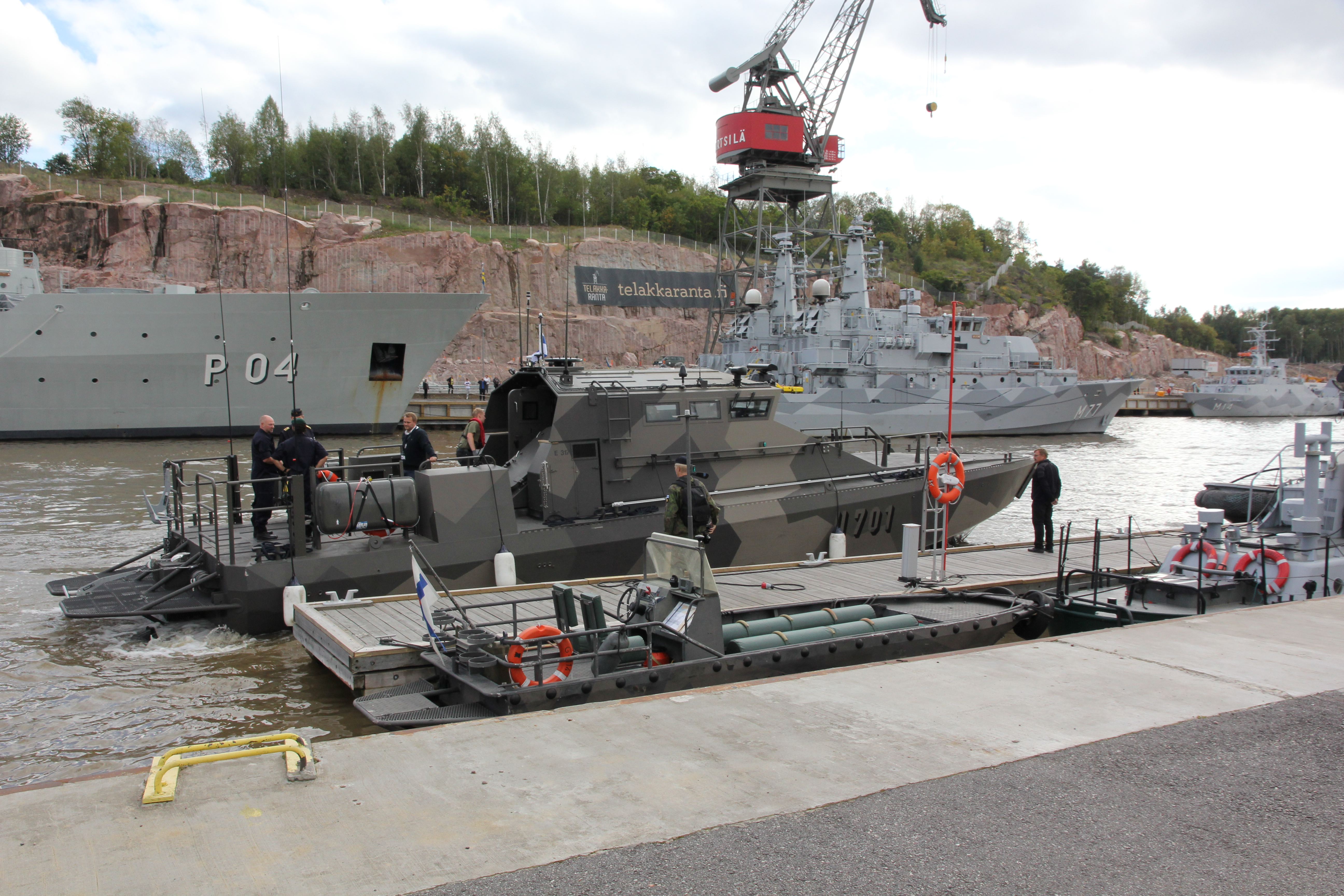
člun U 701

Plavidla mají modulární konstrukci. Trup je vyroben ze slitin hliníku a nástavba z plastových kompozitů. Mimo 2 až 5 členů posádky mohou přepravovat výsadek až 26 vojáků. Výzbroj tvoří jedna dálkově ovládaná zbraňová stanice Saab Trackfire s 12,7mm kulometem, nebo 40mm granátometem a spřaženým 7,62mm kulometem. Pohonný systém tvoří dva osmiválcové diesely Scania s výkonem po 662 kW, dvě vodní trysky Rolls-Royce Kamewa 40A3 a dvě převodovky ZF 500. Pomocný zdroj energie je typu Ficher Panda 25i PMS. Cestovní rychlost dosahuje 35 uzlů a nejvyšší rychlost přesahuje 40 uzlů. Dosah je 200 námořních mil.